# Max Annas
Max Annas (* 1963 in Köln) ist ein deutscher Schriftsteller.

## Leben und Werk
Annas war lange Zeit Journalist und Redakteur, unter anderem bei der StadtRevue in Köln, hat als Autor Bücher über Politik und Kultur veröffentlicht sowie Filmfestivals und -reihen organisiert. Annas lebt zurzeit (2025) in Berlin-Neukölln, nachdem er lange in Südafrika an der Universität von Fort Hare in East London in der Provinz Ostkap zu südafrikanischem Jazz geforscht hat.
Sein Debütroman Die Farm erreichte beim Deutschen Krimi Preis 2015 den dritten Platz bei der Wahl des besten deutschsprachigen Kriminalromans. Sein zweiter Roman Die Mauer erschien im Mai 2016. Er wurde mehrere Monate lang auf Platz 1 der KrimiZEIT-Bestenliste gewählt und mit dem Deutschen Krimi Preis 2017 (Platz 1 National) ausgezeichnet. Gemeinsam mit einem dritten noch unveröffentlichten Roman namens Die Stadt bilden sie eine Trilogie des Chaos über die gesellschaftlichen Verhältnisse in Südafrika. Die Romane der Trilogie sind nicht durch Figuren verbunden, sondern durch die Einheit von Zeit und Raum und spielen jeweils an einem Tag oder in einer Nacht. Dabei drehen sie sich um die drei Motive Besitz (Die Farm), Rasse (Die Mauer) und sexuelle Gewalt (Die Stadt).
Sein dritter Roman Illegal behandelt die Lebensrealität der illegal ohne Aufenthaltspapiere in Berlin Lebenden. Hauptperson ist der Ghanaer Kodjo, der zufällig Zeuge eines Mord an einer Prostituierten wurde und schon bald sowohl von der Polizei als auch dem Täter gesucht wird. Deutschlandfunk Kultur produzierte im Frühjahr 2018 dazu das gleichnamige Hörspiel, das am 7. Mai 2018 urgesendet wurde.

## Werke

### Romane
- Die Farm, Diaphanes, Zürich 2014, ISBN 978-3-03734-701-0.
- Die Mauer, Rowohlt, Hamburg 2016, ISBN 978-3-499-27163-2
- Illegal, Rowohlt, Hamburg  2017, ISBN 978-3-498-00101-8
  - Hörspiel Illegal, Bearbeitung und Regie: Uwe Schareck, Komposition: James Reynolds, Länge: 56'30, Produktion: Deutschlandfunk Kultur 2018.
- Finsterwalde, Rowohlt, Hamburg 2018, ISBN 978-3-498-07401-2
- Morduntersuchungskommission, Rowohlt, Hamburg 2019, ISBN 978-3-498-00103-2
- Morduntersuchungskommission: Der Fall Melchior Nikoleit, Rowohlt, Hamburg 2020, ISBN 978-3-498-00133-9
- Der Hochsitz, Rowohlt, Hamburg 2021, ISBN 978-3-498-00208-4
- Terminus Leipzig, mit Jérôme Leroy, übersetzt von Cornelia Wend. Edition Nautilus, Hamburg 2022, ISBN 978-3-960-54282-7
- Morduntersuchungskommission: Der Fall Daniela Nitschke, Rowohlt, Hamburg 2022, ISBN 978-3-498-00269-5
- Berlin, Siegesallee, Rowohlt, Hamburg 2024, ISBN 978-3-498-00316-6
- Tanz im Dunkel, Suhrkamp, Berlin 2025, ISBN 978-3-518-47461-7

### Sachbücher (Auswahl)
- mit Annett Busch, Henriette Gunkel (Hrsg.): Frieda Grafe 30 Filme I. Brinkmann und Bose, Berlin 2013, ISBN 978-3-940048-16-5
- mit Annett Busch (Hrsg.): Ousmane Sembène: interviews. Univ. Press of Mississippi, 2008.
- mit Erwin Wagenhofer: We Feed the world: Was uns das Essen wirklich kostet. orange-press, Freiburg im Breisgau 2006, ISBN 3-936086-26-5. (dazu: Polar-Rezension)
- mit Marie-Hélène Gutberlet: absolute_ Claude Levi-Strauss. Orange-press, Freiburg im Breisgau 2004, ISBN 978-3-936086-17-1
- mit Elmar Wigand (Hrsg.): Die Geißböcke. Glanz und Elend des 1. FC Köln. Papyrossa, Köln 1998, ISBN 3-89438-158-2.
- mit Ralph Christoph (Hrsg.): Neue Soundtracks für den Volksempfänger. Edition ID-Archiv, Berlin 1993, ISBN 3-89408-028-0.

### Veröffentlichungen (Auswahl)
- To France or Wherever – The Blue Notes and Their Exile in Europe. In: Marie-Hélène Gutberlet, Cara Snyman: Shoe Shop. Jacana Media, 2012, S. 147–153.

### Filme
- mit Dorothee Plass: Passe Bure! Die Filmemacherin Fanta Regina Nacro. 1996[7]

## Auszeichnungen
- 2015: Deutscher Krimi Preis, dritter Platz für Die Farm
- 2017: Deutscher Krimi Preis, erster Platz für Die Mauer
- 2019: Deutscher Krimi Preis, dritter Platz für Finsterwalde und dritter Platz für Morduntersuchungskommission
- 2020: Deutscher Krimipreis, zweiter Platz für Der Fall Melchior Nikoleit